# Shiawassee County
Shiawassee County je okres ve státě Michigan ve Spojených státech amerických. K roku 2010 zde žilo 70 648 obyvatel. Správním městem okresu je Corunna. Celková rozloha okresu činí 1 400 km².